# Rode Kapers
De Rode Kapers zijn een fictieve groep piraten uit de boeken van fantasy-auteur Robin Hobb, afkomstig uit Gods Runen (De Buiteneilanden). Hun overvallen aan de westkust van De Zes Hertogdommen, en de ontzieling van burgers die daarmee gepaard gaat, vormen een van de centrale thema's in De boeken van de Zieners.

## Werkmethoden
De kuststreek van De Zes Hertogdommen, bestaand uit de vier hertogdommen Holt, Hertensprong, Kolktij en Schoof, wordt geconfronteerd met een groep meedogenloze piraten van de Buiteneilanden. Zij worden de Rode Kapers genoemd, naar de kleur waarin ze hun scheepsrompen verven.

Hun leider is Kebal Rauwbrood, een wrede zeeman uit het eilandenrijk in het oosten. De Kapers, goed getrainde en zwaar bewapende zeerovers, voeren onwetend naar zijn redenen bevelen uit. Zij plegen plunderingen en vernietigingen van dorpen en steden langs de oostkust, zonder daar een duidelijk reden voor te hebben. Hierbij nemen ze mensen gevangen, waarna ze de vorsten een vreemd ultimatum zenden; in ruil voor goud zullen zij de gegijzelden doden en hun lichamen terugsturen, maar als hier geen gehoor aan gegeven wordt, sturen ze de gegijzelden terug.

## Ontzieling
De werkelijke reden dat de zeerovers willoos meevechten aan Rauwbroods zijde wordt in de Zes Hertogdommen ontzieling genoemd. Door een voor hen onbekende vorm van magie is Kebal Rauwbrood in staat mensen te beroven van hun menselijkheid. Ze verliezen hun geweten, geheugen, medeleven, fantasie en emoties en blijven over als niet meer dan dieren die slechts streven naar voldoening op korte termijn en eigen overlevingskansen. Op dreiging van ontzieling van hun families rekruteert Rauwbrood zijn zeerovers.

Deze ontzielden veroorzaken afgrijselijk veel leed. Door hun gewetenloosheid schromen ze niet te plunderen, te moorden en verkrachten. Bij de overvallen van de Rode Kapers worden vele dorpelingen levend meegenomen om te worden ontzield, waarna ze zielloos worden teruggestuurd indien de vraag om losgeld niet is voldoen. De kustgebieden worden onveilig gemaakt door eigen landgenoten en geliefden, die geen genade kennen. Vandaar dat de dood vaak wordt verkozen boven ontzieling. Velen hebben familieleden of kinderen eigenhandig moeten doden om ontzieling te voorkomen, en tijdens de oorlog met de Rode Kapers waren dorpelingen het gewend een snelwerkend gif bij zich te dragen, indien een overval zou plaatsvinden. en de dorpsgenoten worden meestal gedwongen om hen te vermoorden.

De oorlog, met zijn onbekende motieven, leidt bijna tot de val van De Zes Hertogdommen. Er ontstaat grote politieke onrust als de hertogen en de koning hen niet kunnen beschermen tegen de invasies. De zeemacht van de koning is zwak en de Rode Kapers zijn listige vechters. Door de hogere belastingen om de oorlog mee te financieren ontstaat een tweedeling in het koninkrijk; de binnenhertogdommen zeggen te lijden onder de problemen van de kusthertogdommen.
Dankzij het ‘Vermogen’ van Kroonprins Veritas Ziener bereiken vele Kaperschepen de kust niet, omdat Veritas met deze magie gedachten en strategieën van de bemanning kan manipuleren en angst kan zaaien. Schepen die de kust wel bereiken, vallen steeds vaker in handen van legertroepen van het koninkrijk, en de teruggekeerde ontzielden worden veelal direct gedood. Omdat de aanvallen echter toenemen, en Prins Veritas steeds vermoeider raakt, zal er ooit een echte oplossing moeten worden gevonden voor dit probleem. Hij besluit een reis te maken om op te zoek te gaan naar de Ouderlingen, een mysterieus oud volk dat hen ooit hulp had beloofd bij een aanval van Rode Kapers.

## Draken
Uiteindelijk blijkt dat Kebal de zielen van de mensen ontnam door hun menselijke krachten over te laten vloeien in geheugengesteente. Dit mysterieuze gesteente bevat de herinneringen van de draken die eens over de wereld heersten, en die draken normaal gesproken gebruiken om een volgende generatie in te wijden. Bij het verdwijnen van zowel de draken als de Ouderlingen, een mensachtig volk dat dicht bij hen stond, bleef het gesteente ongebruikt achter. Door uit het gesteente een draak uit te hakken en dit te vullen met de menselijke krachten van mensen, kunnen levende karikaturen van draken ontstaan.

Uiteindelijk weet Prins Vertias dit principe tegen hen te gebruiken; hij en zijn reisgenoten scheppen zeven van zulke draken die de Rode Kapers voorgoed van hun kust te verdrijven.